# おはよう東海
『おはよう東海』（おはようとうかい）は、1993年4月5日より、東海3県のNHK総合で平日の朝に放送されているNHK名古屋放送局制作による『NHKニュースおはよう日本』のローカルニュース番組。
正式名称は『NHKニュースおはよう東海』であるが、放送内・番組サイトでは『おはよう東海』とアナウンス・案内される。『おはよう日本』の東海3県向けローカルパートのため、岐阜・津両局でもネットされている。

## 放送時間
- 月曜日 - 金曜日（平日） 7:45 - 8:00（JST）
  - 平日の場合、5:56および6:28から東海・北陸の気象情報（気象予報士が読み上げ）、6:53からは東海3県のニュースがそれぞれ挟まれているが、それらの枠は『おはよう東海』として放送していない。
  - オリンピック期間中はオリンピック関連ニュースや競技ハイライトに伴う『おはよう日本』7時台の全国放送枠拡大のため7:50開始の短縮放送となる。また、政見放送放送時は最小5分にまで短縮されることがある。
  - 祝日・年末年始は休止し、6:55 - 7:00・7:25 - 7:30（年末年始は7:15 - 7:20）に「ニュース・気象情報（東海・北陸）」を中部7県で放送。[1]
  - また、通常の平日編成日であってもゴールデンウィークの合間の平日（4月30日、5月1日、2日など）、お盆（8月中旬）、年末年始（12月27日、28日など）は『おはよう東海・北陸』に改題の上、臨時に東海・北陸ブロックネットで放送する場合がある[2][3]。（6:53 - 7:00の「ニュース・気象情報」も含む）
  - 2024年4月30日、5月1日、5月2日の『おはよう東海・北陸』は「総合テレビ（石川県内）同時放送」として、BS103ch（旧BSP・BSプレミアム）でもサイマル放送された[4][5]。
  - 2020年4月13日から2020年7月3日まで10:00 - 10:30で、当番組および他地区のローカルパートについて、2019新型コロナウイルス関連ニュースの再放送を実施していた[6]。

## 放送内容
- ニュース

東海3県のニュースをストレートニュースで伝えるが、選挙や重大事件の場合は解説が入ることもある。
「おはよう東海・北陸」として放送される場合は、東海・北陸のニュースとなる。
- 中継

主に中部7県の中継。それゆえ、東海3県以外の地域では特定の時間に飛び乗り・飛び降りとなる。
- リポート・経済リポート・金曜トーク

東海・北陸のNHK地域局の話題をリポートするエリアネットコーナー。大半はVTRネットされるが、他の放送局と同時ネットすることもあり、その場合は7:50開始となる。同時ネットは多くは管内の放送局であるがたまにシリーズで和歌山放送局とつなぐこともある。金曜トークはリポートのローカル版である。金曜トークでは、Jリーグ開幕前には名古屋グランパスの、プロ野球開幕前後には中日ドラゴンズの話題が取り上げられる。
- 交通情報

主な道路情報は、高速道路の場合は名古屋高速道路を含めた東海3県および静岡・長野・北陸・滋賀方面。重大事象が発生した場合は、東京や（滋賀以外の）関西方面でも情報を伝えることがある。一般道は主に国道・県道・主要一般道・主要トンネルおよび主要な橋、そして高速道路や名古屋高速道路を除いた有料道路。
画面ではコンピューターで描かれた映像が流される。この画面は主に2度切り替わる（後述）。日本道路交通情報センターからは、東海地方の道路状況を映す大画面が見渡せる片面がガラス張りの個室スタジオよりマイクを通して届けられている。
映像は2018年度までは高速道路と主な一般道が描かれた東海・北陸地域とその周辺の簡略図になっている。渋滞が起こっている道路はその区間を黄色、通行止めが起こっている道路は同じく赤で塗られる。画面右側には渋滞および通行止めの区間が表示され、渋滞に関しては区間の下に渋滞している距離が表示されることもある。名古屋高速道路に関する道路情報を伝える場合は、専用の画面に切り替わって伝えられ、名古屋高速道路の部分を濃くして表示している。主な一般道の情報になった場合、最初の画面に切り替わり、画面右下に最も伝えたい情報を表示する。なお、土曜日の「ウイークエンド中部」でも同じように交通情報のコーナーがあるが、こちらでは名古屋高速の道路情報は伝えられず一気に一般道路の画面に切り替わっていた。
2019年度から交通情報の画面がリニューアルし、高速道路と一般道路を一緒に伝えるようになり、地域も初めに東海地方を伝えた後その後北陸地方の高速道路、一般道路の情報を伝える形式に変更された。名古屋高速に関しては東海地方の道路の部分で一緒に伝えていた。
2022年度からは東名高速の日進JCT付近を映したカメラを背景に日本道路交通情報センターから道路状況が伝えられ、各高速道路（東名高速、名神高速、名二環、名古屋高速）の通行止めの有無のテロップが表示される。
一方、土曜日の「ウイークエンド中部」やゴールデンウィーク、お盆、年末などで「おはよう東海・北陸」として放送される場合は引き続き路線図を使って伝えられる。
この道路交通情報では、乗鞍スカイラインの開通および閉鎖の話題・交通安全週間に突入したことを伝えることが慣例になっている。また時間のある場合は、ドライバーに向けて安全運転を促すアナウンスを行う（東海3県のテレビ・ラジオ交通情報共通）。
道路交通情報を伝えた後は、アナウンサーが東海3県の鉄道情報（JR（新幹線含む）・私鉄（名鉄・近鉄）・名古屋市営地下鉄）、航空情報（中部国際空港・県営名古屋空港）を伝える。
- 気象情報

気象予報士が伝える。天気図に関しては『NHKニュースおはよう日本』と同じくタッチパネル式のモニターを利用して進行する（毎日ではなく一部の曜日のみ）。2015年度までは、視聴者からのお天気に関する質問などを答える「お天気質問箱」のコーナーもここで行われた。
「おはよう東海・北陸」として放送される場合は、東海・北陸の天気を伝える。
- ひとくちメモ

毎週月曜日に放送。防災に関する情報を伝える「安心安全ひとくちメモ」、雨や台風のシーズン中に伝えられる「水害防災ひとくちメモ」からなる。これらの内容は同曜日夕方の『ほっとイブニング』でも伝えられた。
- 今日の動き

天気カメラをバックに、3県各1つずつ今日の行事予定をCGテロップで表示し、それにアナウンサーが肉付けする形で伝える。ただし時間のない場合に「御覧のようになっております」で終わる場合もよくある（たいていは1-2県分はアナウンスする）。2017年5月以降は放送されなくなった。
※なお、番組内（オープニング・気象情報・エンディング）では、気象予報士とのフリートークを繰り広げることもある。

## 現在の出演者
キャスター（NHK名古屋放送局アナウンサーとキャスターが週交代で担当）
- 土田翼（2025年4月21日 - ）[8]
- 増村聡太（2024年4月1日 - ）[9]
- 鈴村奈美（2024年9月2日 - ）
- 金子紗也（2025年4月14日 - ）

気象予報士
- 土井邦裕（気象予報士）

## 過去の出演者
キャスター（当時NHK名古屋放送局アナウンサー）
- 黒崎めぐみ（1995年4月 - 7月）
- 佐藤直樹
- 糸井羊司（2005年4月 - 2006年3月、2009年4月 - 2010年3月）
- 浅野光成（2008年4月 - 2012年3月）
- 横井健吉（2013年4月 - 2016年7月）
- 鏡和臣（2014年8月11日 - 2017年3月）
- 田中秀樹（2016年8月3日 - 2018年3月、隔週交代で出演）
  - 前任地札幌放送局では7月29日まで「NHKニュースおはよう北海道」キャスターを担当していた。
- 副島萌生（2017年4月 - 2018年3月、隔週交代で出演）
- 澤田彩香（2018年4月 - 2019年7月、隔週交代で出演）
- 橋詰彩季（2018年4月 - 2021年3月、隔週交代で出演）
- 藤井彩子（2021年4月 - 2022年3月、隔週交代で出演）
- 村上由利子（2018年4月 - 2022年6月、隔週交代で出演）
- 若林則康（2022年7月 - 2023年3月、隔週交代で出演）
- 越塚優（2020年4月 - 2023年3月、隔週交代で出演）
- 石井智也（2022年8月8日 - 2023年7月、隔週交代で出演）
- 浅田春奈（2021年7月 - 2024年3月15日、隔週交代で出演）
- 木村穂乃（2023年4月 - 2024年3月22日、隔週交代で出演）
- 澤田拓海（2023年4月 - 2025年3月）

気象予報士
- 植木奈緒子（2014年3月28日まで）
- 堀江万喜（2013年12月2日 - 2014年3月14日　植木奈緒子の産休に伴う代理）
- 石榑亜紀子（2014年3月31日 - 2016年4月1日）[10]
- 岡田沙也加（2016年4月4日 - 2018年3月）
- 岡安里美（2018年4月 - 2021年3月）